# Old MacDonald Had a Farm
Old MacDonald Had a Farm est une chanson enfantine à propos d'un fermier nommé MacDonald qui a divers animaux dans sa ferme. À chaque couplet, on parle d'un nouvel animal et de son cri. De nombreuses versions sont cumulatives, chaque couplet reprenant le cri des animaux cités lors des couplets précédents. La chanson a l'entrée no 745 du Roud Folk Song Index.

## Paroles
Dans la version communément chantée aujourd'hui, les paroles prévoient un animal interchangeable et le cri correspondant.
« Old MacDonald had a farm, EE-I-EE-I-O,

And on that farm he had a [nom d'animal], EE-I-EE-I-O,

With a [cri d'animal, deux fois] here and a [cri d'animal, deux fois] there

Here a [cri d'animal], there a [cri d'animal], everywhere a [cri d'animal, deux fois]

Old MacDonald had a farm, EE-I-EE-I-O. »
Par exemple, avec une vache :
« Old MacDonald had a farm, EE-I-EE-I-O,

And on that farm he had a cow, EE-I-EE-I-O,

With a moo moo here and a moo moo there

Here a moo, there a moo, everywhere a moo moo

Old MacDonald had a farm, EE-I-EE-I-O. »

## Musique
La chanson a une structure « AABA ».

## Versions primitives
Dans le livre Tommy's Tunes, collection de chansons de l'époque de la Première Guerre mondiale de F. T. Nettleingham daté de 1917, la chanson Ohio (Old Macdougal Had a Farm) a des paroles similaires, le fermier a cependant un nom légèrement différent, et le refrain change un peu : 
« Old Macdougal had a farm in Ohio-i-o,

And on that farm he had some dogs in Ohio-i-o,

With a bow-wow here, and a bow-wow there,

Here a bow, there a wow, everywhere a bow-wow. »

Le Traditional Ballad Index considère la version de Tommy's Tunes comme la plus ancienne version connue de Old Macdonald Had a Farm malgré l'existence de variantes dont certaines sont plus anciennes. Deux de ces variantes ont été publiées dans Ozark Folksongs de Vance Randolph (en) en 1980, dont l'une, Old Missouri, chantée par un certain M. H. F. Walker du Missouri en 1922, version qui nomme les parties d'une mule plutôt que des animaux : 
« Old Missouri had a mule, he-hi-he-hi-ho,
And on this mule there were two ears, he-hi-he-hi-ho.
With a flip-flop here and a flip-flop there,
And here a flop and there a flop and everywhere a flip-flop
Old Missouri had a mule, he-hi-he-hi-ho. »

Une version britannique de la chanson, intitulée The Farmyard, or The Merry Green Fields, a été collectée en 1908 auprès de Mrs. Goodey de Marylebone Workhouse à Londres, 74 ans et publiée dans Collection of English Folk Songs de Cecil Sharp : 
« Up was I on my fa-ther's farm
On a May day morn-ing ear-ly;
Feed-ing of my fa-ther's cows
On a May day morn-ing ear-ly,
With a moo moo here and a moo moo there,
Here a moo, there a moo, Here a pret-ty moo.
Six pret-ty maids come and gang a-long o' me
To the mer-ry green fields of the farm-yard. »

## Traductions
Les paroles ont été traduites dans plusieurs langues et légèrement adaptées :
| langue         | titre                                   | titre en v.o. lien vers l'article wikipédia dans la langue | nom du personnage      |
| -------------- | --------------------------------------- | ---------------------------------------------------------- | ---------------------- |
| chinois        | « Le vieux M. Wang a quelques terres »  | 王老先生有块地, Wáng lǎo xiānshēng yǒu kuài dì             | Wang                   |
| danois         | « Jens Hansen avait une ferme »         | Jens Hansen havde en bondegård                             | Hansen                 |
| espagnol       | « Dans la grange de Pépito »            | En la granja de Pepito ou En la vieja factoría             | Pépito                 |
| français       | La Ferme de Mathurin                    |                                                            | Mathurin               |
| italien        | « Dans la vieille ferme »               | Nella vecchia fattoria                                     | Zio Tobia              |
| japonais       | « La Joyeuse ferme »                    | ゆかいな牧場 (Yukai-na Makiba)                             | Ichiro, Jiro et Saburo |
| suédois        | « Per Olsson et sa ferme »              | Per Olsson och hans bonnagård                              | Per Olsson             |
| arabe égyptien | « Grand-père Ali »                      | جدو على / Ǧeddw ʿAlỳ                                       | Ali                    |
| turc           | « Ali Baba a une ferme »                | Ali Baba'nın Bir Çiftliği Var                              | Ali Baba               |
| finnois        | « Granpa Piipola avait une maison »     | Piippolan vaarilla oli talo                                | Piipola                |
| gallois        | « Venez donc à la ferme du grand-père » | Dewch am dro i fferm tad-cu                                | tad-cu (grand-père)    |